# تپه شماره یک آغربلاغ
تپه شماره یک آغربلاغ مربوط به دوران‌های تاریخی پس از اسلام است و در مانه و سملقان، حاشیه روستا واقع شده و این اثر در تاریخ ۱۶ خرداد ۱۳۵۶ با شمارهٔ ثبت ۱۴۲۹ به‌عنوان یکی از آثار ملی ایران به ثبت رسیده است.